# Římskokatolická farnost Rokytnice nad Rokytnou
Římskokatolická farnost Rokytnice nad Rokytnou je územní společenství římských katolíků v Rokytnici nad Rokytnou, s farním kostelem Narození svatého Jana Křtitele.

## Území farnosti
Do farnosti náleží území těchto obcí:
- Rokytnice nad Rokytnou s kostelem Narození sv. Jana Křtitele,
- Chlístov s kaplí sv. Cyrila a Metoděje,
- Markvartice,
- Rokytnice nad Rokytnou - Veverka.

## Historie farnosti
Farní kostel byl pravděpodobně postaven na přelomu 12. a 13. století, v tu dobu rokytnická farnost spadala pod kontrolu kláštera v Louce u Znojma, od roku 1726 přešla pod patronát olomouckého biskupství a od roku 1777 je v patronátu biskupství brněnského.

## Duchovní správci
Z místních duchovních správců je třeba uvést Jakuba Dvořeckého, faráře a historika a služebníka Božího Jana Bulu, jednu z obětí komunistického režimu.
Od 1. října 2007 byl farářem P. Jiří Plhoň. Ten byl rovněž spirituálem katolického gymnázia v Třebíči.
Mše zde sloužil také výpomocný duchovní P. Václav Kříž. Tento kněz také pomáhá v dalších farnostech. Patří mezi kněze v důchodu, kteří nemají žádnou farnost, ale vypomáhají ve farnostech, kde je třeba.
S platností od září 2018 byl farářem ustanoven R. D. Mgr. Jan Krbec.

## Galerie

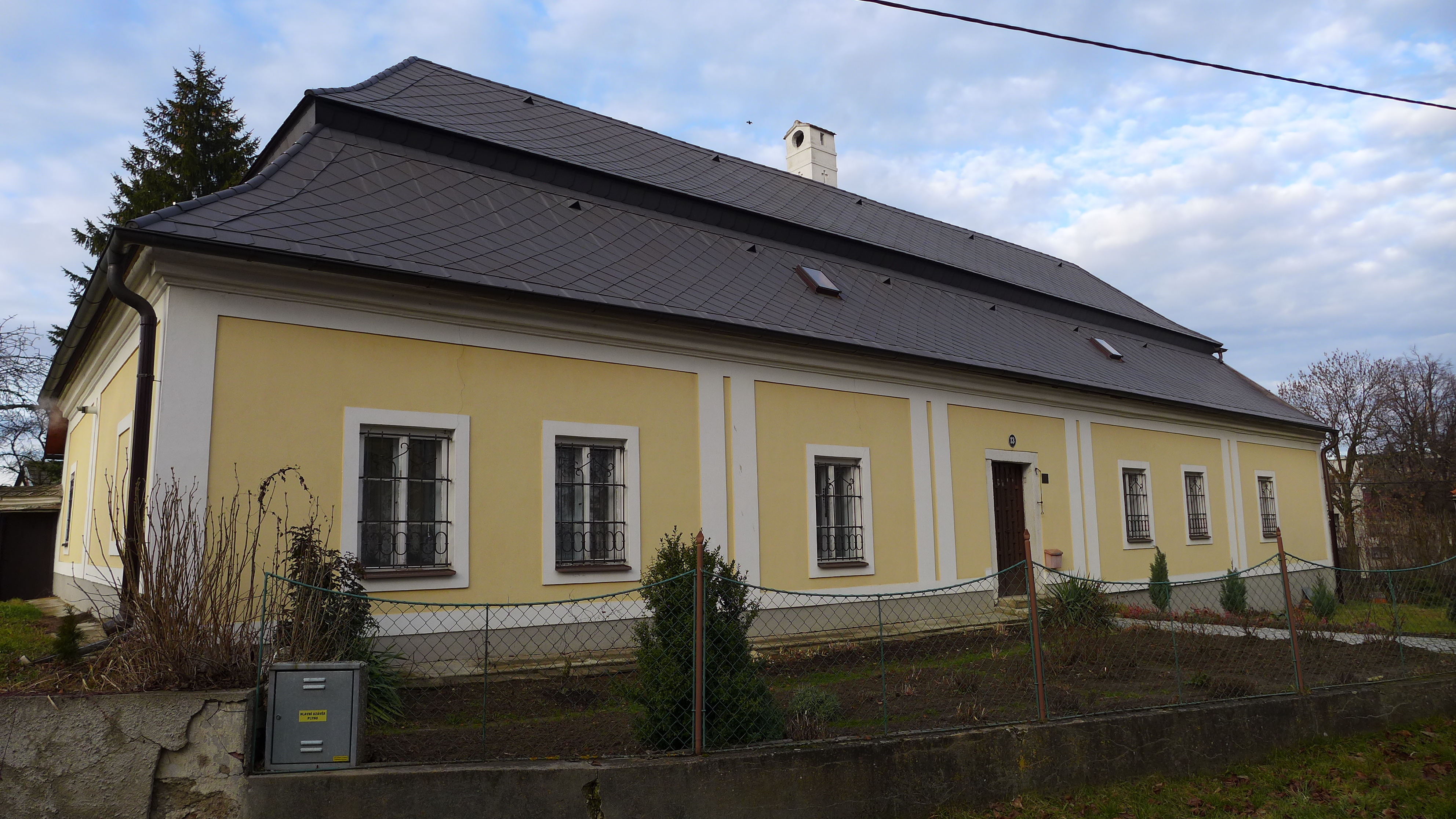
Fara
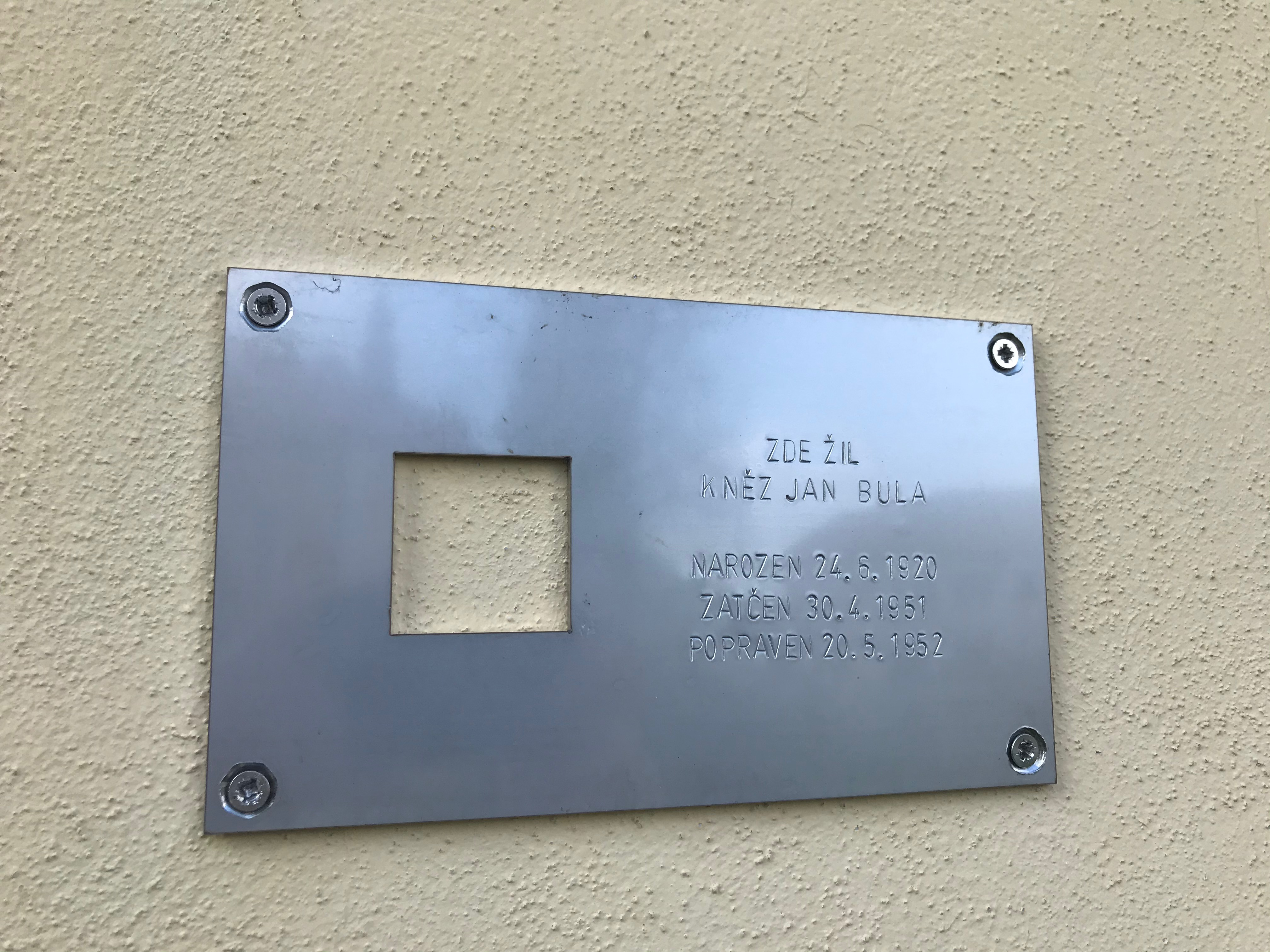
Pamětní deska sb. Jana Buly na budově fary

## Bohoslužby
| Kostel                         | Místo                  | Bohoslužba (den)          | Hodina                | Poznámka     |
| ------------------------------ | ---------------------- | ------------------------- | --------------------- | ------------ |
| Narození svatého Jana Křtitele | Rokytnice nad Rokytnou | neděle úterý pátek sobota | 8.00 18:00 18.00 7.30 | farní kostel |
| sv. Cyrila a Metoděje          | Chlístov               | středa                    | 18:00                 | kaple        |